# Diecezja Qingdao
Diecezja Qingdao (łac. Dioecesis Zimtaovensis, chiń. 天主教青岛教区) – rzymskokatolicka diecezja ze stolicą w Qingdao, w prowincji Szantung, w Chińskiej Republice Ludowej. Biskupstwo jest sufraganią archidiecezji Jinan.

## Historia
11 lutego 1925 papież Pius XI brewe Quae catholico nomini erygował prefekturę apostolską Qingdao. Dotychczas wierni z tych terenów należeli do wikariatu apostolskiego Yanzhou (obecnie diecezja Yanzhou). 14 czerwca 1928 podniesiono ją do rangi wikariatu apostolskiego. 1 lipca 1937 utracił on część terytorium na rzecz nowo powstałego wikariatu apostolskiego Yizhou (obecnie diecezja Yizhou).
18 lutego 1946 wikariusz apostolski Qingdao Thomas Tien Ken-sin SVD jako pierwszy Chińczyk otrzymał kapelusz kardynalski.
W wyniku reorganizacji chińskich struktur kościelnych dokonanych przez Piusa XII 11 kwietnia 1946 wikariat apostolski Qingdao został podniesiony do rangi diecezji.
Z 1950 pochodzą ostatnie pełne, oficjalne kościelne statystyki. Diecezja Qingdao liczyła wtedy:
- 23 588 wiernych (0,7% społeczeństwa)
- 28 kapłanów (6 diecezjalnych i 22 zakonnych)
- 87 sióstr i 7 braci zakonnych
- 9 parafii.

Od zwycięstwa komunistów w chińskiej wojnie domowej w 1949 diecezja, podobnie jak cały prześladowany Kościół katolicki w Chinach, nie może normalnie działać. Bp Augustin Olbert SVD został aresztowany przez komunistów w sierpniu 1951 i po 22 miesiącach ciężkiego więzienia wydalony z Chin.
W 1987 Patriotyczne Stowarzyszenie Katolików Chińskich mianowało biskupem Qingdao o. Paula Han Xiranga OFM, więźnia za przestępstwa kontrrewolucyjne w latach 1958–1979. Po zwolnieniu z więzienia Han Xirang powrócił do pracy duszpasterskiej. W 1988 przyjął sakrę biskupią bez zgody papieża. Gdy umierał w 1992 diecezja Qingdao liczyła 3 kapłanów (w tym 2 mających ponad 80 lat) i ponad 3000 wiernych.
Kolejnym biskupem w 2000 został Joseph Li Mingshu. Był on uznawany zarówno przez Stolicę Apostolską jak i rząd w Pekinie. Na katedrze zasiadał do śmierci w 2018.

## Ordynariusze

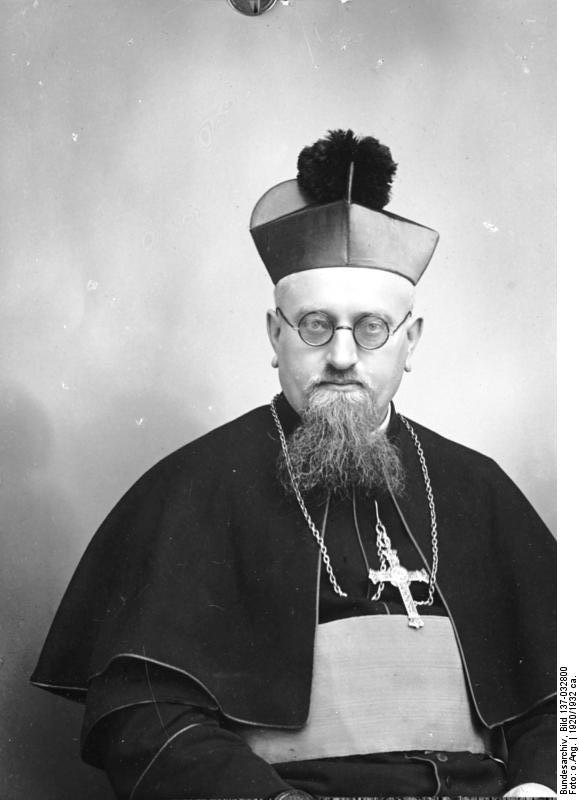
bp Georg Weig SVD

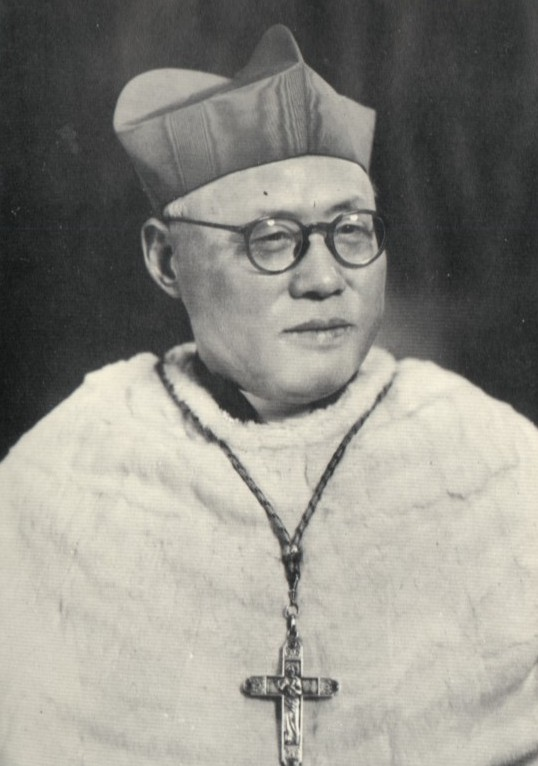
kard. Thomas Tien Ken-sin SVD

### Prefekt apostolski
- Georg Weig SVD (1925–1928)

### Wikariusze apostolscy
- Georg Weig SVD (1928–1941)
- kard. Thomas Tien Ken-sin SVD (1942–1946) kreowany kardynałem w 1946 i w tym samym roku mianowany arcybiskupem pekińskim

### Biskupi
- Faustino M. Tissot SX (1946–1947) następnie mianowany biskupem Zhengzhou
- Augustin Olbert SVD (1948–1964) de facto aresztowany w 1951 i wydalony z komunistycznych Chin w 1953, nie miał po tym czasie realnej władzy w diecezji
- sede vacante (być może urząd sprawował biskup(i) Kościoła podziemnego) (1964–2000)
  - Aloysius Wei Shutian (1982–2000) administrator[4]
- Joseph Li Mingshu (2000–2018)
- Thomas Chen Tianhao (od 2020)

### Antybiskup
Ordynariusz mianowany przez Patriotyczne Stowarzyszenie Katolików Chińskich nieposiadający mandatu papieskiego:
- Paul Han Xirang OFM (1988–1992).